# Tomizawa (metropolitana di Sendai)
Tomizawa (富沢駅?, Tomizawa-eki) è una stazione della metropolitana di Sendai situata nel quartiere di Taihaku-ku a Sendai, in Giappone. Al momento è il capolinea meridionale della linea Namboku, sebbene i binari proseguino fino al deposito di Tomizawa.

## Linee
■ Linea Namboku

## Struttura
La stazione, su viadotto, è dotata di un marciapiede a isola con due binari passanti protetti da porte di banchina a metà altezza.
| 1-2 | ■ Linea Namboku | per Sendai e Izumi-Chūō |

## Stazioni adiacenti
| «                | Servizio      | »             |
| Linea Namboku    | Linea Namboku | Linea Namboku |
| ---------------- | ------------- | ------------- |
| Nagamachi-Minami | -             | Capolinea     |